# 战地医院
战地医院（Combat Hospital）是一部加拿大医疗剧电视系列节目，拍摄地点是多伦多市，2011年6月21日在加拿大环球电视台首播。在美国则是在美国广播公司电视频道播出。共有一季13集。

## 剧情
该剧背景设在2006年的阿富汗坎大哈，讲述了驻阿富汗国际维和部队中来自各国的医生和护士在北约坎大哈机场三级医院的工作和生活。

## 主要角色
- 米歇尔·博斯（英语：Michelle Borth） 饰演加拿大陆军军医丽贝卡·戈登少校
- 伊莱亚斯·科泰斯（英语：Elias Koteas） 饰演加拿大陆军军医，院长泽维尔·马科斯上校（原型人物是马克·道芬（英语：Marc Dauphin））
- 特瑞·陈（英语：Terry Chen） 饰演美国陆军军医庄鲍比上尉
- 阿诺德·皮诺克（英语：Arnold Pinnock） 饰演加拿大皇家海军护士长威尔·罗亚尔中校
- 黛博拉·卡拉·安格 饰演澳大利亚军医格雷斯·佩德森少校
- 卢克·梅伯利（英语：Luke Mably） 饰演英国神经外科医生西蒙·希尔
- 阿里·卡兹米（英语：Ali Kazmi） 饰演随军牧师大卫·纳德耶

## 拍摄过程
- 该剧制作人金德在2008年产生了拍摄战地医院的想法，并将该剧推荐给了加拿大萧氏传媒。在确认拍摄意向后，金德来到阿富汗，在一家战地前线医院实地考察，使得该剧内容更加真实。[3]
- 该剧拍摄预算为每集二百万美金。[4]
- 在加拿大安大略省多伦多市附近的怡陶碧谷搭建了与北约坎大哈机场三级医院同样的营地用于拍摄。[5]